# Пам'ятник «Перемога праці»
Пам'ятник «Перемога праці» — геологічна пам'ятка природи місцевого значення. Об'єкт розташований на території Черкаського району Черкаської області, село Межиріч над автошляхом Р10.
Площа — 0,1 га, статус отриманий у 1972 році.